# Cerca

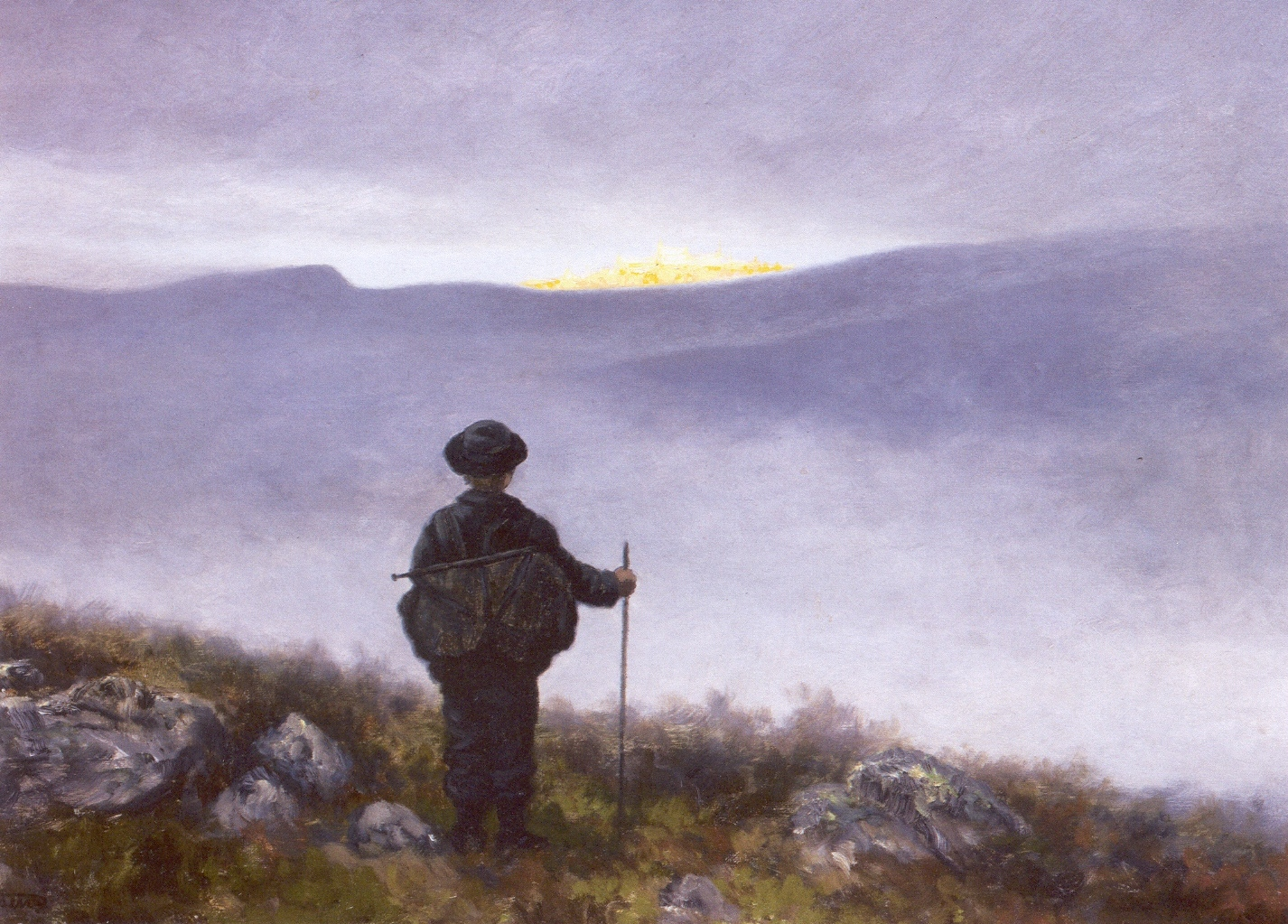
Soria Moria by Theodor Kittelsen: l'eroe intravede la fine della sua cerca.

In mitologia e in letteratura una cerca è un viaggio verso un obiettivo che serve come strumento della trama e spesso come simbolo. Le cerche compaiono nel folclore di ogni popolo e compaiono anche preminentemente in culture non nazionali. Nella letteratura l'obiettivo della cerca richiede un grande sforzo da parte dell'eroe per essere ottenuto, compreso il superamento di molti ostacoli, tipicamente lunghi viaggi. L'aspetto del viaggio permette al narratore di mostrare luoghi e culture esotiche (un obiettivo del narratore, non del personaggio). Nei giochi di ruolo viene comunemente chiamata con il termine inglese Quest (solitamente tradotto con il meno proprio Missione).

## Obiettivi della cerca

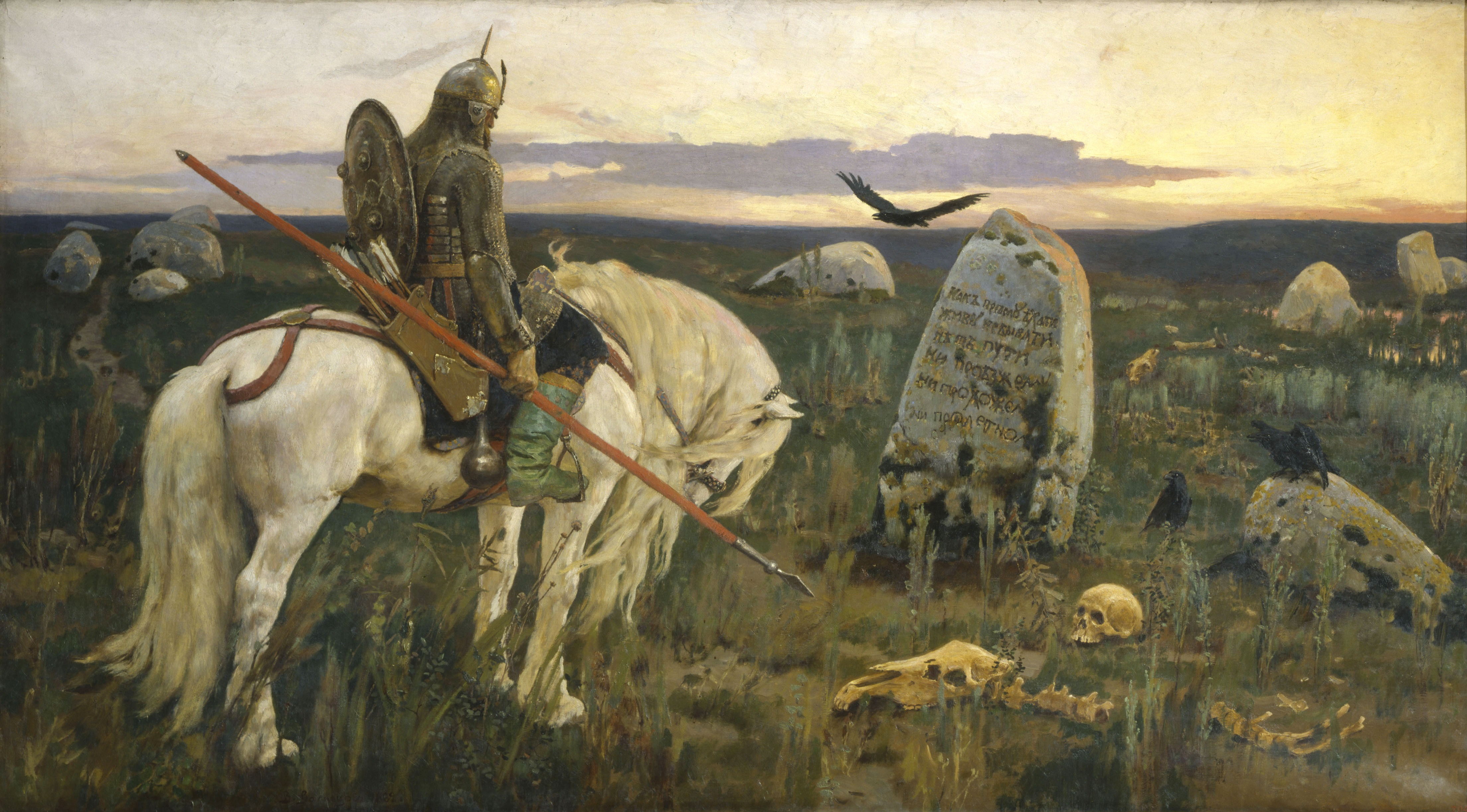
A Knight at the Crossroads di Viktor.

Normalmente lo scopo della cerca è per l'eroe l'ottenimento di qualcosa o qualcuno e con questo oggetto tornare a casa. L'oggetto può essere qualcosa di nuovo, che soddisfa una mancanza nella sua vita o qualcosa che è stata rubata a lui o a qualcuno con l'autorità di inviarlo in missione.
A volte l'eroe non desidera ritornare. L'obiettivo della cerca di Sir Galahad per il Graal è di trovarlo, non di tornare con esso. Un ritorno può a volte essere impossibile: Enea cerca una nuova terra in cui insediarsi, dopo aver perso Troia all'inizio dell'Eneide di Virgilio e alla fine si insedia in Italia per diventare un antenato dei Romani.
Se l'eroe ritorna dopo il culmine della ricerca può dover affrontare un falso eroe che tenta di farsi passare per lui o la sua risposta iniziale può essere un rifiuto del suo ritorno, come descritto da Joseph Campbell nella sua analisi critica della cerca in L'eroe dai mille volti (The Hero With a Thousand Faces).
Se qualcuno invia l'eroe a una cerca, la ragione evidente può essere falsa, e il vero scopo può essere la speranza che l'eroe muoia nel tentativo o che si allontani per un certo periodo tempo, ma solitamente l'impostore viene alla fine smascherato e punito. Le storie di cerche con falsi obiettivi includono le leggende di Giasone e Perseo, e la storia di Beren e Lúthien narrata nel Silmarillion di J. R. R. Tolkien.
In effetti l'obiettivo della cerca può essere in realtà solo una conveniente ragione per giustificare il viaggio dell'eroe, in sostanza un MacGuffin.
La cerca nella forma del viaggio dell'eroe gioca un ruolo centrale nel monomito descritto da Joseph Campbell: l'eroe lascia il mondo comune e si imbarca in un viaggio in una terra di avventure, prove e ricompense magiche.

## Esempi storici
Uno dei primi esempi di cerche è l'Epopea di Gilgameš alla ricerca del segreto della vita eterna dopo la morte di Enkidu.
Un'altra antica cerca è l'Odissea di Omero, che racconta la storia di Ulisse, maledetto dagli dei a vagare e soffrire per molti anni fino a che Atena non riesce a persuadere gli Olimpi a permettergli di tornare a casa. Recuperare il vello d'oro è l'obiettivo del viaggio di Giasone e degli Argonauti nelle Argonautiche di Apollonio Rodio. Psiche dopo aver perso Eros lo cerca per il mondo e viene sottoposta da Afrodite a numerose prove, compreso un viaggio negli inferi.
In molte fiabe l'eroe intraprende una cerca come in A oriente del sole e a occidente della luna di Peter Christen Asbjørnsen e Jørgen Moe in cui l'eroina cerca il marito perso, o i racconti dei fratelli Grimm come I sette corvi in cui l'eroina cerca i fratelli trasformati, Storia di uno che se ne andò in cerca della paura o L'uccello d'oro in cui il principe cerca l'uccello d'oro per il proprio padre.
Altri personaggi possono intraprendere ricerche con obbiettivi non meglio definiti che "cercare la propria fortuna" o anche essere scacciati o andarsene volontariamente, ma imparare qualcosa che potrebbe aiutarli lungo il percorso e così trasformare il viaggio da un vagare senza scopo in una cerca. Altri personaggi possono intraprendere una cerca — un esempio tipico è il fratello maggiore dell'eroe — ma l'eroe si distingue per il suo successo.

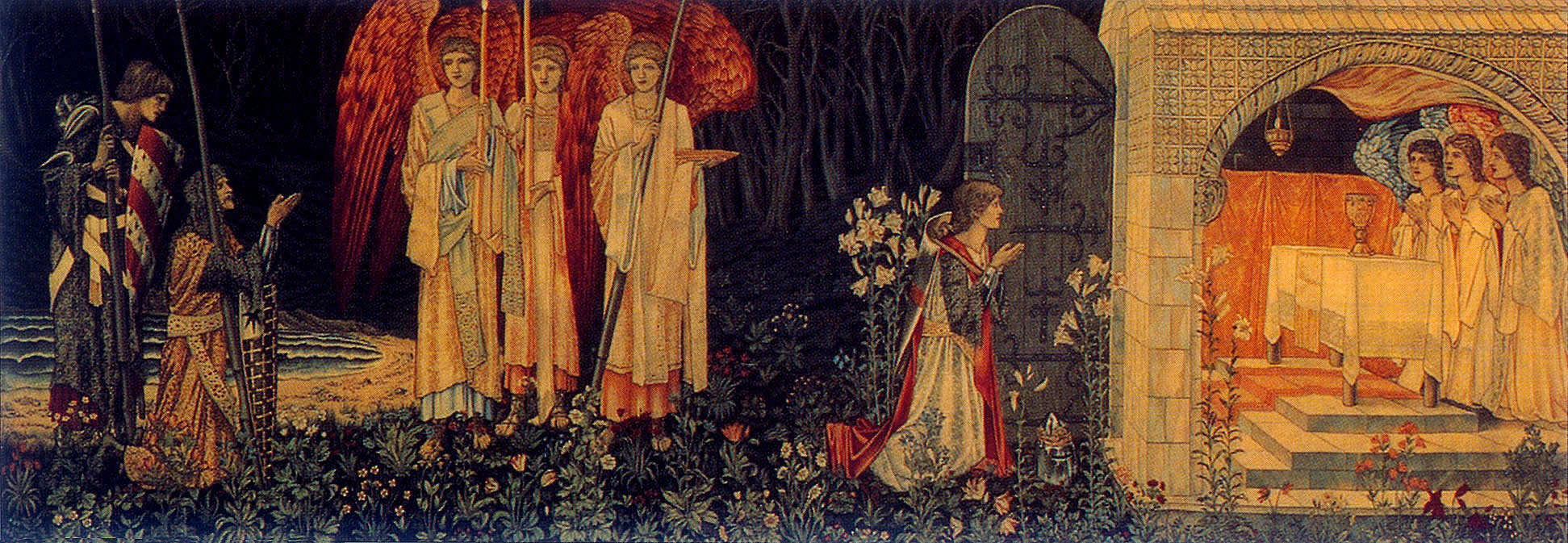
Visione estatica del Santo Graal (1890) di William Morris.

In molti romanzi della letteratura cavalleresca il cavaliere intraprende una cerca, da cui il termine "cavaliere errante". Sir Thomas Malory ne incluse molti in La morte di Artù. La cerca probabilmente più famosa nella letteratura occidentale è incentrata sulla ricerca del Graal nelle leggende arturiane. Questo ciclo di storie racconta di più cerche in diverse varianti, sia di eroi che ottengono il successo come Parsifal (nel Parzival di Wolfram von Eschenbach) o Sir Galahad (nel Lancillotto in prosa), sia di quelli che falliscono come Sir Lancillotto. Questi spesso devono affrontare una disorientante foresta magica, che pone i cavalieri di fronte a deviazioni e incroci che si intersecano con una complessità labirintica. Il significato di questi incontri è spesso spiegato ai cavalieri — particolarmente di quelli alla ricerca del Graal — da un eremita che ricopre il ruolo del vecchio saggio.  Comunque nonostante i loro pericoli e la possibilità di errori queste foreste sono il luogo dove il cavaliere può raggiungere lo scopo della sua cerca e dove può dimostrare il proprio valore. In un racconto una damigella spinge Sir Lancillotto alla cerca del sacro Graal "animato di vita e di verde come la foresta".
Il tema della cerca dei cavalieri si ripete così spesso che Miguel de Cervantes invia il suo Don Chisciotte in una parodia della cerche cavalleresche.

## Letteratura moderna
Le cerche continuano a esistere nella letteratura moderna. L'analisi può interpretare molte storie come una cerca in cui il personaggio principale è alla ricerca di qualcosa che desidera, ma la struttura letterale stessa del viaggio alla ricerca di qualcosa è comunque ancora comune. Le cerche appaiono spesso nella letteratura fantasy, come nella Storia di Rasselas, principe di Abissinia di Samuel Johnson o Il meraviglioso mago di Oz, in cui Dorothy, lo Spaventapasseri, l'uomo di latta e il leone codardo intraprendono una cerca per rispettivamente tornare nel Kansas, ottenere un cervello, il cuore e il coraggio.
Una familiare cerca letteraria moderna è quella di Frodo Baggins per distruggere l'Unico Anello ne Il Signore degli Anelli. L'unico Anello, il suo malefico potere, il modo difficile di distruggerlo e la pressione spirituale e psicologica a cui è sottoposto il suo portatore vengono usati da Tolkien per raccontare una storia di amicizia e della lotta interna contro le tentazioni, sullo sfondo di una storia epica e di guerra sovrannaturale.
Il giovane Holden di J.D. Salinger può essere pensato come una cerca, che dettaglia la ricerca di Holden, non per un oggetto tangibile, ma per uno scopo o ragione.
Alcuni scrittori a volte costruiscono cerche arbitrarie per oggetti che non hanno alcuna importanza, al di là di essere lo scopo della ricerca. Questi vengono indicati con il termine MacGuffin, coniato dal regista Alfred Hitchcock. Esempi classici sono la busta con i 40.000 dollari in Psyco o la valigetta in Pulp Fiction. Gli scrittori possono anche motivare i personaggi alla ricerca di questi oggetti per mezzo di una profezia che lo decreta.